# Herb powiatu leżajskiego
Herb powiatu leżajskiego – jeden z symboli powiatu leżajskiego.

## Wygląd i symbolika
Herb przedstawia na tarczy dwudzielnej w słup w polu prawym błękitnym wizerunek Matki Bożej Leżajskiej w srebrnej szacie z Dzieciątkiem Jezus na ręku, a nad Nią wieniec z dwunastu gwiazd, w polu lewym czerwonym biały Krzyż lotaryński umieszczony nad złotym łbem jelenia, w polu dolnym: srebrno-błękitne fale - nawiązanie do rzeki San przepływającej przez powiat.